# Benaouda Boudjellal
Benaouda Boudjellal (arabe : بن عودة بوجلال) dit Tchengo, né en 1926 à Relizane et décédé le 16 mai 2014 à Oran, est un joueur de football algérien, qui jouait au poste d'attaquant. Il jouait pour l'USM Oran, le MC Oran et la sélection d'Oranie dans les années quarante, cinquante et soixante. Il est considéré comme l'un des meilleurs attaquants de l'histoire d'Algérie.

## Palmarès

### National
- Vainqueur du Championnat d'Oranie en 1949, 1950 avec l'USM Oran

### Internationale
- Finaliste du Championnat d'Afrique du Nord en 1950 avec l'USM Oran
- Finaliste de la Coupe d'Afrique du Nord en 1954 avec l'USM Oran